# Basses-terres des Maritimes
Les Basses-terres des Maritimes sont une écorégion canadienne située dans les provinces du Nouveau-Brunswick et de la Nouvelle-Écosse.  Elle comprend des régions de faible altitude des Appalaches situées entre la péninsule acadienne et le détroit de Northumberland et une bonne partie du centre-sud du Nouveau-Brunswick. L'écorégion est aussi connue sous les noms de basses-terres de l'Est et de basses-terres du Grand Lac au Nouveau-Brunswick.

## Aires protégées
Seulement 3,1 % de l'écorégion est située dans une aire protégée. Il n'y a qu'un seul parc national dans cette écorégion, soit le parc national de Kouchibouguac.